# Округ Лин (Ајова)
Округ Лин (енгл. Linn County) је округ у америчкој савезној држави Ајова.

## Демографија
По попису из 2010. године број становника је 211.226, што је 19.525 (10,2%) становника више него 2000. године.
| Група             | 2000.           | 2010.           |
| Белци             | 178.449 (93,1%) | 188.592 (89,3%) |
| Афроамериканци    | 4.919 (2,6%)    | 8.346 (4,0%)    |
| Азијати           | 2.634 (1,4%)    | 3.806 (1,8%)    |
| Хиспаноамериканци | 2.722 (1,4%)    | 5.534 (2,6%)    |
| Укупно            | 191.701         | 211.226         |